# Зефельд (Верхняя Бавария)
Зефельд (нем. Seefeld) — община в Германии, районный центр, расположен в земле Бавария.
Подчиняется административному округу Верхняя Бавария. Входит в состав района Штарнберг. Население составляет 7039 человек (на 31 декабря 2010 года). Занимает площадь 34,87 км².